# 愛丁堡皇家植物園

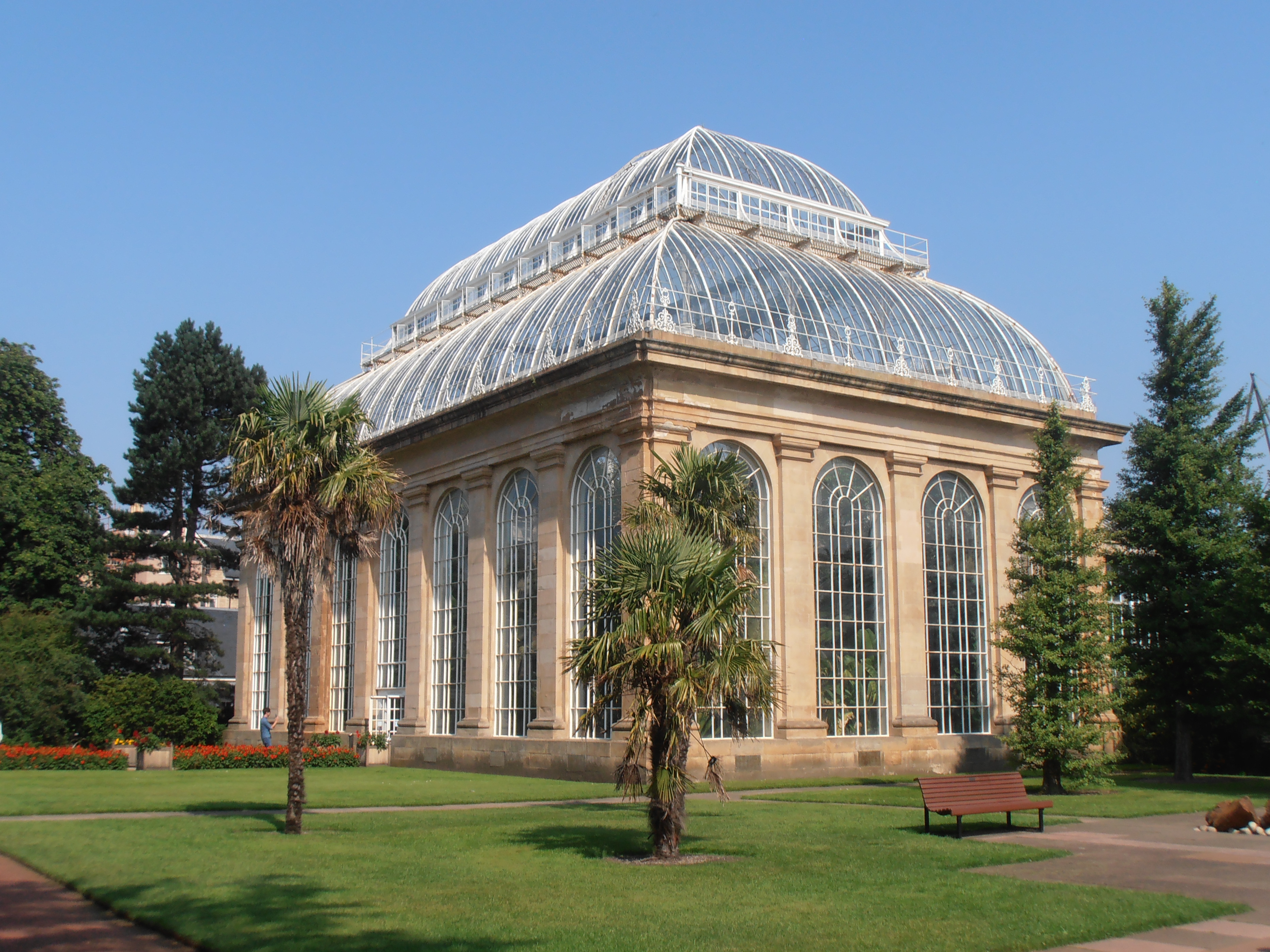
愛丁堡皇家植物園

愛丁堡皇家植物園 （Royal Botanic Garden Edinburgh，RBGE）是一個植物研究的科學中心，也是一個著名的觀光景點，創建於1670年，位於蘇格蘭愛丁堡，在1820年遷入現址。現在愛丁堡皇家植物園收集有超過13,302種植物。愛丁堡皇家植物園在愛丁堡以外還有三處分園。

## 外部連結
- 官方网站
- Royal Botanic Garden Edinburgh （页面存档备份，存于） Independent article with photographs

55°57′56.17″N 3°12′23.98″W / 55.9656028°N 3.2066611°W